# 7 A Side

Karta över spelplanen med avstånden utmätta och beteckningar angivna (på tyska).

7 A Side (på svenska sjumannafotboll), är en fotbollsterm, som har utövats i bland annat Paralympics samt inom svensk ungdomsfotboll.
7 A Side innebär att ett lag består av sju spelare, sex utespelare och en målvakt, samtidigt på fotbollsplanen. Detsamma gäller givetvis för motståndarlaget. Sjumannafotboll spelas enligt modifierade Fifa regler utformade av Svenska Fotbollförbundet. De mest främsta skillnaderna mot de vanliga fotbollsregler är förutum antalet spelare, en mindre spelplan, kortare speltid samt att det spelas utan offside-regel.
7 A Side används, förutom på Paralympics, när man spelar på en sjumannaplan. Ungdomsfotboll upp till 13 års ålder spelas fotboll i Sverige enligt den modellen. Svenska Fotbollförbundet har bestämmelser för sjumannafotboll. Sjumannaplaner är mellan 60 och 80 meter långa och mellan 35 och 50 meter breda. Målen är 5 meter breda och 2 meter höga. Straffpunkten är 7,5 meter från mållinjen.
De förekommer oftast utomhus, men finns, om än i liten utsträckning, även inomhus. Innan man spelar på sjumannaplaner är det femmannaplaner (5 A Side) som gäller. När man blivit 13 år ska man spela på de stora elvamannaplanerna.